# Покровский, Михаил Владимирович (государственный деятель)
Михаи́л Влади́мирович Покро́вский — советский хозяйственный, государственный и политический деятель.

## Биография
Родился в селе Шимкусы в 1892 году. Член ВКП(б).
Участник Первой мировой, Гражданской и советско-японской войн. С 1923 года — на хозяйственной, общественной и политической работе. В 1923—1961 гг. — врач в Малояльчикской, Шераутовской и Алатырской городской больницах, ординатор хирургического отделения 201-го военно-полевого госпиталя, начальник хирургического отделения 664-го полевого хирургического госпиталя, главный хирург 35-й армии Дальневосточного военного округа, ведущий хирург Владивостокской городской больницы, хирург, главный врач, заведующий хирургическим отделением, рентгенолог Алатырской городской больницы.
Избирался депутатом Верховного Совета РСФСР 2-го созыва.
Умер в Алатыре в 1974 году.